# Charles Graux
Charles Alexandre Louis Graux (Brussel, 4 januari 1837 - Elsene, 22 januari 1910) was een Belgisch liberaal politicus, advocaat en hoogleraar. Hij was minister van Financiën van 1878 tot 1884.

## Biografie

### Familie en opleiding
Charles Graux werd geboren in een familie uit de hoge liberale Brusselse burgerij. Hij was een zoon van Pierre-Joseph Graux (1795-1873) en Jeanne Cans. Zijn vader was arts en hoogleraar aan de Université libre de Bruxelles. Zijn moeder was een zus van volksvertegenwoordiger Léon Cans.
Hij trouwde in 1864 met Hélène Vautier (1844-1919), enige dochter van Jules Vautier, voorzitter van de rechtbank van eerste aanleg van Brussel, en Hélène Wilson, dochter van de Engelse textielindustrieel Thomas Wilson. Ze kregen drie zoons en drie dochters.
- Marguerite Graux (1865-1938), trouwde in 1885 in Brussel met Maurice Despret (1861-1933), advocaat, bankier en senator. Het huwelijk bleef kinderloos.
- Hélène Graux (1867-1925), trouwde in 1890 in Brussel met Auguste Peltzer (1865-1936), burgemeester van Spa, zoon van Guillaume Peltzer, industrieel, gemeenteraadslid van Verviers, provincieraadslid en Luik, volksvertegenwoordiger en senator. Ze kregen twee zoons en twee dochters, met afstammelingen tot heden.
- Marie-Emilie Graux (1868-1890), trouwde in 1887 in Brussel met Charles Demeure (1865-1921), advocaat-generaal bij het Hof van Cassatie, zoon van Emmanuel Demeure, raadsheer in het Hof van Cassatie. Het huwelijk bleef kinderloos.
- Lucien Graux (1872-1941), ingenieur en bestuurder van spoorwegvennootschappen, trouwde in 1895 in Brussel met Franziska Maquet (°1874). Ze kregen twee dochters, met afstammelingen tot heden.
- Pierre Graux (1875-1953), advocaat en hoogleraar aan de Université libre de Bruxelles, trouwde in 1899 in Brussel met Marguerite François (1879-1956), dochter van Paul-Auguste François, advocaat. Ze kregen twee zoons en twee dochters, met afstammelingen tot heden.
- Charles Graux (1877-1969), secretaris van koningin Elisabeth, trouwde in 1900 in Verviers met Lucie Peltzer (1878-1976), zoon van Guillaume Peltzer. Ze kregen een zoon en vier dochters, met afstammelingen tot heden. Ze waren de schoonouders van André De Meulemeester, piloot, en Ernest-John Solvay, voorzitter van Solvay.

Na zijn middelbare studies aan het Koninklijk Atheneum van Brussel studeerde Graux in 1855 rechten aan de ULB. Nadat hij zijn doctoraat behaalde, ging hij naar het Collège de France in Parijs om zich verder te specialiseren in de redekunst. 

### Graux als advocaat
In 1862 keerde Graux terug naar België en schreef zich als advocaat in aan de balie van Brussel. Hij werd een groot redenaar en verwierf bekendheid door zijn pleidooien op verscheidene assisenprocessen waar hij de vrijspraak kon bekomen voor de beschuldigden die hij verdedigde. 
Graux was voorzitter van de Jonge Balie, de vereniging van jonge advocaten te Brussel en schonk in die functie veel aandacht aan de opleiding van jonge advocaten.

### Graux als jonge liberaal
Samen met een groep jonge advocaten was Graux medeoprichter van het tijdschrift La Liberté die het meer radicale, progressieve liberalisme verdedigde. Hij had daarbij speciaal aandacht voor het onderwijs en verdedigde de invoering van het verplicht en gratis onderwijs door leken. Hij was een van de stichters van de Ligue de l'Enseignement. In de liga zette hij zich vooral in voor de organisatie van het basisonderwijs. Het Brusselse blad La Discussion diende als officieel orgaan voor de liga. Graux werd de uitgever van het blad waarvan de redactie bestond uit meerdere leden van La Liberté.
In 1870 deed hij voor de eerste maal mee aan de parlementsverkiezingen. Hij was kandidaat op een kleine lijst met niet politiek gebonden personen en raakte niet verkozen.

### Graux aan de ULB
In 1875 werd Graux benoemd tot hoogleraar crimineel recht aan de Université libre de Bruxelles. In 1884 werd hij lid van de raad van bestuur en in oktober 1890 werd hij beheerder-inspecteur, een functie die hij 17 jaar lang uitoefende tot aan zijn emeritaat in 1907. Hij kreeg te maken met de affaire rond Élisée Reclus waarbij de spanningen die ontstonden onder studenten en professoren leidden tot de oprichting van een concurrerende Université nouvelle de Bruxelles.

### Graux als politicus
Graux, die inmiddels lid was geworden van de Liberale Partij, deed in 1878 opnieuw mee aan de verkiezingen. De liberalen wonnen en hij werd verkozen in de Senaat. Een week later werd hij minister van Financiën in de regering-Frère-Orban-Van Humbeeck, een verrassing omdat Graux veel meer ervaring bezat op het gebied van justitie en onderwijs.
Bij het begin van zijn ministerschap was er een belangrijk begrotingstekort waardoor hij nieuwe belastingen en forse besparingen op de uitgaven van de verschillende ministeries diende op te leggen. Vooral in de uitgaven van het ministerie van Openbare Werken zette hij het mes. Door de bouw van nieuwe spoorwegen, de uitbouw van de haven van Antwerpen en de vele infrastructuurwerken in de hoofdstad zoals de overwelving van de Zenne was de schatkist zo goed als leeg.
Graux slaagde er niet in om het tij te doen keren en zijn belastingverhogingen werden slecht onthaald. Bij de parlementsverkiezingen van 10 juni 1884 leden de liberalen een zware nederlaag, die vooral een gevolg was van de onderwijswetten en de hevige schooloorlog. Graux werd herkozen in de Senaat en belandde er op de oppositiebanken. Hij zette zich toen in voor de hervorming van het strafrecht. In 1888 verloor hij echter zijn mandaat van senator.
Hij verloor in oktober 1888 de buitengewone verkiezing voor Brussels volksvertegenwoordiger tegen katholiek Louis Powis de Tenbossche. Na het overlijden van de katholieke volksvertegenwoordiger Charles Simons won hij de buitengewone verkiezing op 24 november 1890 om hem op te volgen. Zo maakte hij tussen 1890 en 1894 nog vier jaar deel uit van de Kamer van volksvertegenwoordigers. Bij de verkiezingen van 14 oktober 1894, de eerste met algemeen meervoudig stemrecht, verloren de liberalen het grootste deel van hun zetels, waaronder Graux. Nadien stapte hij uit de actieve politiek.
Voor zijn politieke verdiensten werd hij op 7 mei 1900 benoemd tot minister van Staat.

## Vrijmetselarij
Graux werd ten onrechte soms vermeld als "een vooraanstaand vrijmetselaar". Hiervan bestaan geen bevestigende bronnen, integendeel.
Biografe Nadine Lubelski-Bernard vermeldt dat door een man aan het hoofd van de universiteit te benoemen die klaarblijkelijk geen lid was van de vrijmetselarij, de raad van bestuur negatieve reacties kreeg vanuit de loges. Graux trad ook op als advocaat voor een klager die opkwam tegen de belangrijke vrijmetselaar Eugène Goblet d'Alviella.
In La Belgique maçonnique (dressé d'après les documents maçonniques officiels), Brussel, 1887 wordt als vrijmetselaar vermeld 'Graux, docteur en médecine', de vader dus van de minister. Men mag aannemen dat men in 1887 wat graag een vooraanstaand lid van de regering Frère-Orban op de lijst zou hebben vermeld, indien hij lid was geweest. In het anti-maçonnieke boekje van dr. Paul Ouwerx Les précurseurs du communisme. La franc-maçonnerie peinte par elle-même, Brussel, 1940, dat eerder te veel vrijmetselaars vermeldt dan te weinig, staat 'Charles Graux, lid in 1936 van de Loge Memphis Misraïm'. Dit heeft betrekking op de jongste zoon van minister Graux. Het boekje vermeldt ook nog onder de professoren van de ULB zijn twee andere zoons: 'Lucien Graux, administrateur ULB' en 'Pierre Graux, professeur de droit', beide zonder verwijzing naar een logelidmaatschap.